# UNU-CRIS

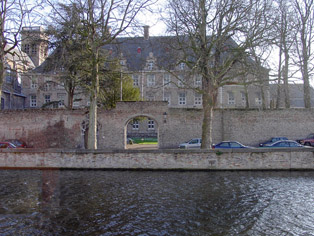
Grootseminarie in Brügge, der Sitz der UNU-CRIS

Das Institut für vergleichende regionale Integrationsstudien der Universität der Vereinten Nationen (engl. United Nations University Institute on Comparative Regional Integration Studies, kurz UNU-CRIS) ist ein Forschungs- und Trainingsinstitut, das sich auf vergleichende Studien zur regionalen Integration, der Beobachtung und Beurteilung regionaler Integration sowie der Untersuchung der Interaktionen zwischen regionalen und globalen Organisationen spezialisiert hat. Ziel des 2001 im belgischen Brügge gegründeten Institutes ist, policy-relevantes Wissen bezüglich neuer Formen von Governance und Kooperation zu produzieren und einen Beitrag zum capacity building hinsichtlich regionaler Integration zu leisten, besonders in Entwicklungsländern.
UNU-CRIS befindet sich im Grootseminarie in der historischen Abtei der ter Duinen (Potterierei 72, 8000 Brügge).

## Finanzierung
UNU-CRIS wird durch die flämische Regierung sowie das Königreich Belgien finanziert. Mit Unterstützung durch die Provinz Westflandern befindet sich UNU-CRIS im Grootseminarie. Die 2001 von der United Nations University und der flämischen Regierung unterzeichnete Absichtserklärung hat die institutionelle Kooperation mit dem Europakolleg etabliert.

## Struktur
Die Struktur des UNU-CRIS folgt den Vorgaben der UNU und des UNU-Rats. Geleitet wird UNU-CRIS durch den Direktor und Stellvertretenden Direktor, welche verantwortlich sind für die Forschung, das Management der Einrichtung sowie die Implementation der Vorgaben des wissenschaftlichen Beirates. Letzterer besteht aus international renommierten Wissenschaftlern und versammelt sich jährlich zur Performance-Evaluierung sowie zur Diskussion der zukünftigen Entwicklung und Strategie. Die eigentliche Forschung wird von Wissenschaftlern vor Ort in Brügge sowie assoziierten Wissenschaftlern aus Institution aus verschiedenen Regionen der Erde betrieben.

## Auftrag
Der Auftrag von UNU-CRIS ist einen Beitrag zur Erreichung der universellen Ziele der Vereinten Nationen (UN) sowie der UNU zu leisten. Durch vergleichende und interdisziplinäre Forschung soll ein besseres Verständnis der Prozesse sowie des Einflusses intra- und interregionaler Integration erlangt werden. Zu diesem Zweck legt die Arbeit von UNU-CRIS ihren Wert auf:
- Die Visualisierung wie multi-level governance geformt wird,
- Die Beobachtung regionaler Integration,
- Das Vertiefen des kritischen Verständnisses von regionaler Integration als Prozess der sozialen Transformation sowie von den Beziehungen zwischen mikro- und makro-Regionalismus,
- Die Verstärkung der „governance capacities“ auf lokaler, nationaler, regionaler und globaler Ebene bezüglich regionaler Integration,
- Die Bewertung der realen und der möglichen Rolle von Regionen im UN-System.

## Forschung
Die Forschungsaktivitäten zielen auf die Umsetzung des Auftrags von UNU-CRIS und der Strategien des wissenschaftlichen Beirates ab. Zu diesem Zwecke ist die Forschung in vier Schwerpunkte gegliedert:

### Vergleichende regionale Integration
- Kritische Evaluation der gegenwärtig in den existierenden regionalen Integrationsarrangements beobachtbaren Governance-Modi um vergleichende Analysen dieser liefern zu können.
- Untersuchung der treibenden Kräfte und formenden Faktoren, die regionale Integrationsarrangements bestimmen sowie Untersuchung neuer Gegebenheiten, welche die Entstehung von Mehrebenen-Governance-Systemen verursachen.
- Entwicklung eines interdisziplinären konzeptuellen Verständnisses und die Erklärung regionaler Governance-Modelle um das Bewusstsein und das Verständnis der der regionalen Kooperation inhärenten politischen, ökonomischen und sozialen Beziehungen zu vertiefen.
- Erwägung normativer Fragen in Bezug zu Governance, Souveränität, Demokratisierung und policy-making im Rahmen regionaler Integration.
- Ableitung policy-relevanten Outputs, welcher für die verschiedenen in den regionalen Integrationsprozessen involvierten Akteure geeignet ist, sowie konkrete Antworten auf spezifische Anfragen relevanter Klienten-Gruppen.
- Unterstützung von Aktivitäten zum capacity-building verschiedener im Management regionaler Integration und Kooperation involvierten Akteure.

### Beobachtung regionaler Integration
- Systematische Identifizierung und Beschreibung der Vielfalt sowie der Evolution gegenwärtig existierender regionaler Integrationsarrangements unter Anwendung verschiedener Zeithorizonte.
- Unterstützung der Diskussion über die Rolle und Bedeutung der (makro-)regionalen Ebene in globaler Governance durch eine stärkere empirische Basis.
- Entwicklung retrospektiver Beobachtungs- und Mess-Werkzeuge sowie vorausschauender Vorhersagungswerkzeuge für den regionalen Integrationsprozess.
- Organisation partizipativer Simulationen zur Identifizierung möglicher Szenarien für regionale Integrationsprozesse sowie Beitrag zur Förderung der Nachhaltigkeit dieser durch den Einbezug verschiedener Interessengruppen in der Visualisierung der Zukunft ihrer Region.
- Unterstützung von Akteuren und Akademikern durch die Bereitstellung einer Datenbank mit qualitativen und quantitativen Informationen zu regionalen Integrationsprozessen (Regional Integration Knowledge System – RIKS).

### Regionaler Frieden und Sicherheit
- Untersuchung, inwiefern regionale Integration einen Beitrag zur Erreichung der menschlichen Sicherheit leisten kann.
- Einbezug aller relevanten Interessengruppen (durch Anwendung partizipativer Methoden) in der Evaluierung, inwiefern diese zu verschiedenen Integrationsformen sowie zur Integration mit dem Ziel der Förderung von Frieden und Sicherheit beitragen können.
- Aufbau einer Datenbank aus Forschungs- und Ausbildungsmodulen, die zum capacity-building, besonders für regionale Organisationen, beitragen können, um menschliche Sicherheit erreichen zu können.

### Sozio-ökonomische Dimension regionaler Integration
- Analyse, inwiefern regionale Integration neuen Entwicklungsparadigmen, welche Teil der UN Millennium-Entwicklungsziele sind, dienen kann.
- Analyse der Bedingungen unter welchen neuer multi-dimensionaler Regionalismus als effektiver Motor für Entwicklung dienen kann.